# Grausí
|  | Aquest article tracta sobre la variant de la parla aragonesa. Si cerqueu allò relatiu a la localitat de Graus, vegeu «Graus». |

El grausí és la parla local aragonesa que es parla a Graus (província d'Osca). És una de les varietats de l'aragonès baix-ribagorçà més ben conegudes.

## Fonètica
Tot i que predomina la diftongació de les Ĕ i Ŏ curtes llatines, com és habitual en l'aragonès, hi ha casos de no diftongació, com en altres localitats de Ribargorça Baixa occidental:
- ben (bien), pedra (piedra), dent (dient), peu (piet)
- cova (cueva), bou (buei)

Com és normal en baix-ribagorçà els diftongs -ie- del sufix -iello s'han simplificat en -illo:
- ixartillo, armilla, no obstant es conserva maciello.

Veiem -o final però és fàcil que sigui recomposada, perquè es troba en casos on l'aragonès general no en té.
- aviento, aiguazo, espantallo, anyo
- mano

No obstant es perd en algun cas darrere -ll-, seguint una tendència comuna amb el català que no es troba gaire en aragonès:
- batall ("batallo"), corcoll ("corcollo").

La -y- de l'epèntesi antihiàtica es conserva a sayeta.
Encara que la F- inicial es conserva, hi ha molts castellanismes fonètics:
- abllá ("fablar"), iel, ígado ("figado"), ornillos ("forniellos").

Encara que la Ch- inicial es conserva, hi ha molts castellanismes fonètics:
- hueves ("chueus"), hodías ("chodías"), harra ("charra").

Hi ha pocs exemples de conservació de les oclusives sordes intervocàliques llatines:
- Crepa, batallá, batall, mallata, trucador /trucadó/.

La -x- es conserva bé, i, com és normal en ribagorçà, va acompanyada d'una i:
- un coixo baixaba por una baixada con un faixo de buixos

La x- inicial és acompanyada d'una i- inicial en probables derivats de paraules llatines amb prefix ex-, com en belsetà i gistaví:
- ixambre, ixolomá, ixafegá.

I també en belatro cas com ixada < ASCIATA.
La -ll- que ve dels grups -LY-, -C'L-, -G'L-, etcètera...es conserva en molts casos, però també trobem sovint castellanismes fonètics:
- vieha ("viella"), cohé ("cullir", "agafar"), conseho ("consello"), muertihuelo, cehas ("cellas").

La -it- que prové dels grups llatins -CT-, -ULT- no es conserva gaire, i abunden els castellanismes fonètics:
- mucho ("muito"), cochilla, escuchá ("ascuitar").
- ocho ("ueito"), leche ("leit"), noches ("nueiz"), fecho, encara que hi ha l'exemple de fei (forma baixo-ribagorzana de feito).

Com que hi ha parelles de formes genuïnes i castellanitzades, hi ha casos de rearagonesització incorrecta amb "xeada"
- dixá/dehá, treballá/trabahá
- muixar en comptes de mullar

## Morfologia
Els articles coincideixen amb els del castellà en els darrers anys, però està documentat l'ús antic de lo, es i la. Pot contreure's amb la preposició por: pol camino, pola pllaza.
L'ús de tot es redueix a quan va darrere de l'infinitiu, en els altres casos es diu to, i pot utilitzar-se per a tots els gèneres i nombres:
- te lo voi a 'spllicá tot
- to la semana, to las cosas.

El pronom personal ellos de l'aragonès general és en grausí els, és analògic d'él.
Hi ha verbs que en grausí i en català són de la conjugació en -ir i en castellà en -er:
- cosí, atreví, generals en aragonés.
- tení, querí que contrasten amb l'aragonés general tener, querer.

Hi ha molts infinitius de la conjugació en -ar transformats en -iar:
- obriá, mezcliá, femiá, propulsiá

Hi ha falta de diftongació en les formes rizotòniques d'algun verb, per analogia, fet comú en baix-ribagorçà:
- Tos rogo, Mos recorda.

El diminutiu -et de vegades perd la -t final: 
- barranquet, balsonet
- coralé, brazolé, banqué

## Lèxic
El lèxic català representa fins a un 4 %:
- asquena, patamoll, filosa, sillón

Hi ha paraules típiques de Graus i els voltants:
- mirondiá, rafollada, susoído, torán

Cada vegada són més comuns els castellanismes, tant els fonètics com els lèxics.